# ハルキウ
- ハールキウ
- ハルキヴ
- ハリコフ
- ハーリカフ

ハルキウ:151（ウクライナ語: Харків [ˈxɑrkiu̯] ( 音声ファイル) ハールキウ:157、ハルキヴ、英語: Kharkiv）は、ウクライナ北東部の都市である。ハルキウ州の州都。人口は約144万人で、首都キーウに次いで2番目に大きな都市である。ハルキフ、ハリキフ、ハールキウとも表記された。
ハリコフ（ロシア語: Харьков ハーリカフ）の名でも知られる。

## 歴史
17世紀中頃にウクライナ・コサックによって建設された。ロシア帝国の要塞が築かれ、南部の軍事的拠点とされていた。19世紀以降、工業都市として急速に発展した。そのため、ロシア人の入植が大規模に行われ、また産業の発展に伴いユダヤ人人口も増加した。
1917年1月6日から1934年6月24日まで、ハルキウはウクライナにおけるボリシェヴィキ・ソビエト勢力の拠点とされ、同派のウクライナ人民共和国、ウクライナ社会主義ソビエト共和国、ウクライナ・ソビエト社会主義共和国の首都となった。これは、ロシア革命後にウクライナ民族主義の盛んであったキエフを避けてのことであったとされる。また、ロシア人やユダヤ人を中心とする労働者人口が多かったこと、都市が十分に発達していたことなどが、都市民に支持基盤を置くボリシェヴィキにとって都合のよい点であった。
第二次世界大戦（独ソ戦）では、1940年、市内にあった軍需工場であるハリコフ機関車工場が戦中・戦後を通じて主力戦車となるT-34の生産を開始。1941年10月24日までにナチス・ドイツ軍に占領されたが、1943年8月23日にソ連軍が奪回した。ドイツ軍の占領下で何万人もの住民が虐殺されたといわれる。
第二次世界大戦後は、ソビエト連邦に抑留された日本人約4,000人がハルキウ一帯に送られ、道路の建設や住宅の補修に当たった。
1805年に開設されたハルキウ大学があり、文化・教育の中心地でもある。2004年には建都350年が祝われた。
2012年にはサッカー欧州選手権が開催された。
2014年4月7日、親ロシア派グループが「ハリコフ人民共和国」の建国を宣言して庁舎を占拠する事件が発生した。しかし翌日にはウクライナ政府により奪還され70人以上が逮捕された。また地元テレビ局も親ロシア派のデモ隊に一時占拠された。同月27日には、親ロシア派と反ロシア派の衝突により14人が負傷した。また28日には、地域党に所属するヘンナーディイ・ケルネス市長が銃撃され重傷を負う事件が発生した。

### ロシアのウクライナ侵攻の影響
親ロシア感情の強い地域であったが、2021年以降のロシア軍によるウクライナへの威圧によりロシア連邦への警戒感も強まっていた。
2022年2月24日、ロシア軍は国境を越えて進軍を開始（2022年ロシアのウクライナ侵攻）。市内に侵入したロシア軍の戦車や装甲車をウクライナ軍が破壊するなど市街戦の様相を呈した。同月28日、ロシア軍によって人口密集地などを無差別に爆撃されたと報じられた。

## 地理

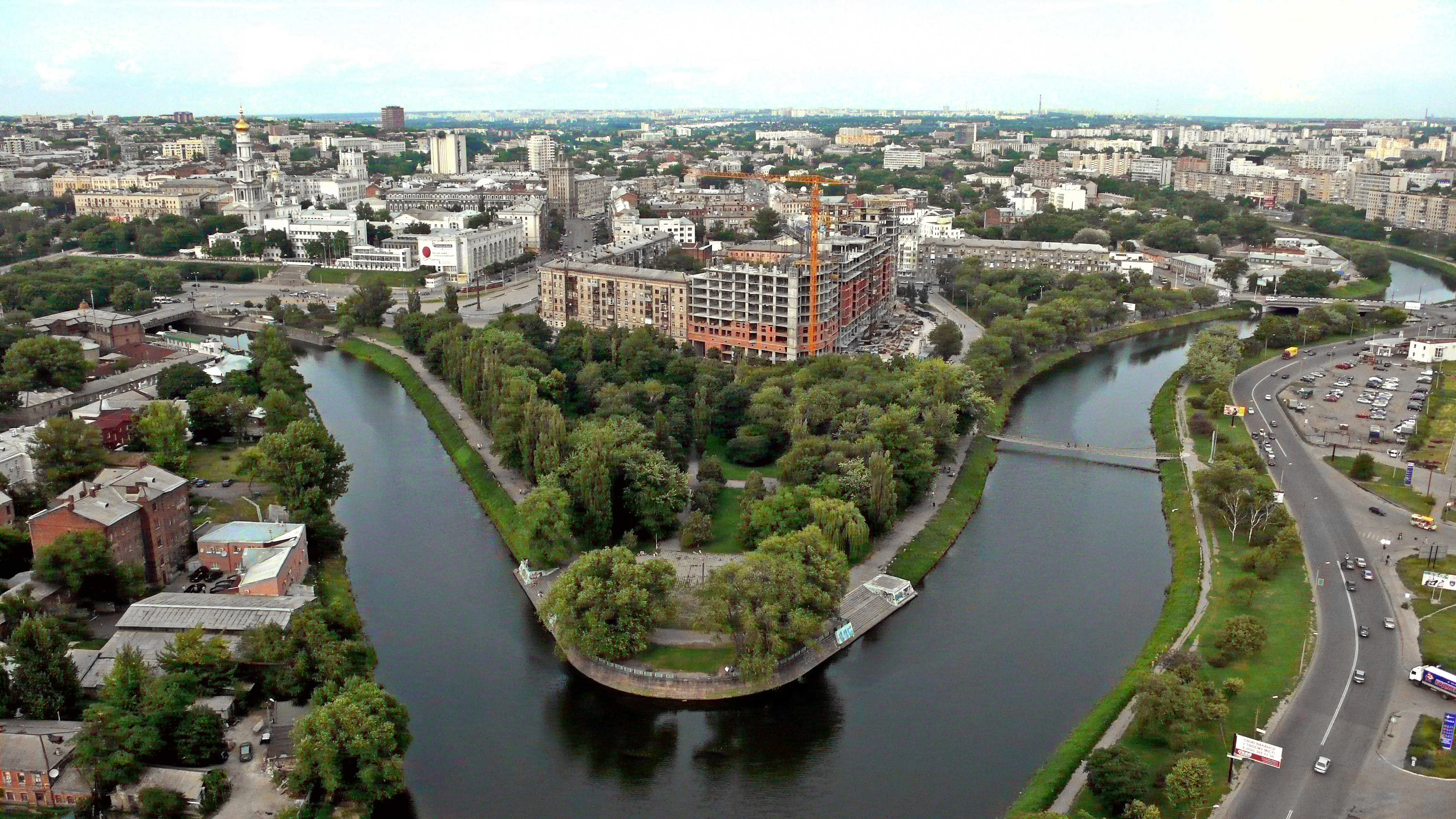
ロパン川とハルキウ川の合流点

ドネツ川の支流であるハルキウ川、ロパン川、ウドゥイ川の合流点にある。

### 人口動態
ソ連時代の1991年の162万3000人を頂点に、人口の減少が続いている。2023年時点の人口は115万8485人で、ウクライナ国内第二の都市として維持されている。
民族構成は、2001年の統計調査によれば、ウクライナ人62.8%、ロシア人33.2%、ユダヤ人0.7%となっている。歴史的に見るとユダヤ人が多く住んでいた時代があり、1926年には19.5%を占めていたが、そのあと多くがイスラエルに移住し、0.7%にまで減少した。
ロシア帝国時代の1897年当時は、人口17万3989人のうち、ロシア人が63.2%を占めていた。ロシア人の割合は1989年には43.6%に達していたが、独立後はロシアへの流出やウクライナ西部からのウクライナ人の入植が進み、ロシア人の割合は約3割にまで減少して、ウクライナ人が6割以上を占めるようになった。伝統的にロシア人の割合が高いために親露派が多い都市として知られていたが、ソ連崩壊後はウクライナ民族主義派も増加しており、特に2014年のマイダン革命以降はその傾向が顕著となっている。

### 言語
ロシア人であってもウクライナ人であっても、ロシア語を母語として日常的に用いる人が大半を占めている。しかし、マイダン革命以降は学校の教授言語がウクライナ語に一本化されたことで、ウクライナ語の使用率が上がっており、若年層ほどウクライナ語化が進んでいる。

## 気候
ケッペンの気候区分では湿潤大陸性気候（Dfb）に属する。冬季は極端に寒くは無く、夏季も極端な暑さにはならない。1月の平均気温は-6.9℃、7月の平均気温は20.3℃である。年間の平均降水量は549ミリメートルで、6月と7月が最も多い。
| ハルキウの気候                                | ハルキウの気候 | ハルキウの気候 | ハルキウの気候 | ハルキウの気候 | ハルキウの気候 | ハルキウの気候 | ハルキウの気候 | ハルキウの気候 | ハルキウの気候 | ハルキウの気候 | ハルキウの気候 | ハルキウの気候 | ハルキウの気候 |
| 月                                            | 1月            | 2月            | 3月            | 4月            | 5月            | 6月            | 7月            | 8月            | 9月            | 10月           | 11月           | 12月           | 年             |
| --------------------------------------------- | -------------- | -------------- | -------------- | -------------- | -------------- | -------------- | -------------- | -------------- | -------------- | -------------- | -------------- | -------------- | -------------- |
| 平均最高気温 °C （°F）                        | −2.8 (27)      | −2.0 (28.4)    | 3.7 (38.7)     | 14.0 (57.2)    | 20.7 (69.3)    | 24.6 (76.3)    | 25.9 (78.6)    | 25.2 (77.4)    | 19.4 (66.9)    | 11.7 (53.1)    | 3.6 (38.5)     | −0.8 (30.6)    | 11.9 (53.4)    |
| 平均最低気温 °C （°F）                        | −8.5 (16.7)    | −8.1 (17.4)    | −2.9 (26.8)    | 4.7 (40.5)     | 9.9 (49.8)     | 13.8 (56.8)    | 15.0 (59)      | 14.1 (57.4)    | 9.1 (48.4)     | 3.7 (38.7)     | −1.8 (28.8)    | −5.8 (21.6)    | 3.6 (38.5)     |
| 降水量 mm （inch）                            | 44 (1.73)      | 32 (1.26)      | 27 (1.06)      | 36 (1.42)      | 47 (1.85)      | 58 (2.28)      | 60 (2.36)      | 50 (1.97)      | 41 (1.61)      | 35 (1.38)      | 44 (1.73)      | 45 (1.77)      | 549 (21.61)    |
| 出典：Weather and climate – Kharkiv's climate |                |                |                |                |                |                |                |                |                |                |                |                |                |

## 経済
ウクライナの工業の中心で、ソビエト連邦においても首都モスクワ、レニングラードに次ぐ第三の工業都市であった。兵器（戦車等）、航空機、トラクターなどを含む機械工業が特に盛んである。

## 交通

### 鉄道
- ハルキウ駅 - 1869年開業。駅は第二次世界大戦中に攻撃目標となり、破壊された。戦後、復興計画に基づいて現在の駅舎が1952年に建設された。2基の塔などスターリン様式の特徴を持つ。乗り場は21番線まであり、ウクライナ有数の大きな駅である。

### トラム
- ハルキウ市電 - 1882年、馬車鉄道として開業。1906年に電化され路面電車となった。キーウ市電を上回る大規模な路線網を持っている。

### 地下鉄
- ハルキウ地下鉄 - 1号線は1975年に開業した。現在は3路線で路線長40キロメートルまで拡大している。

### 空港
- ハルキウ国際空港 - 街の中心から南12キロメートルに位置する。1951年に建設されたターミナルBは、スターリン様式の古風な建物である。ターミナルAは2010年に建設された新しい施設である。

## ギャラリー

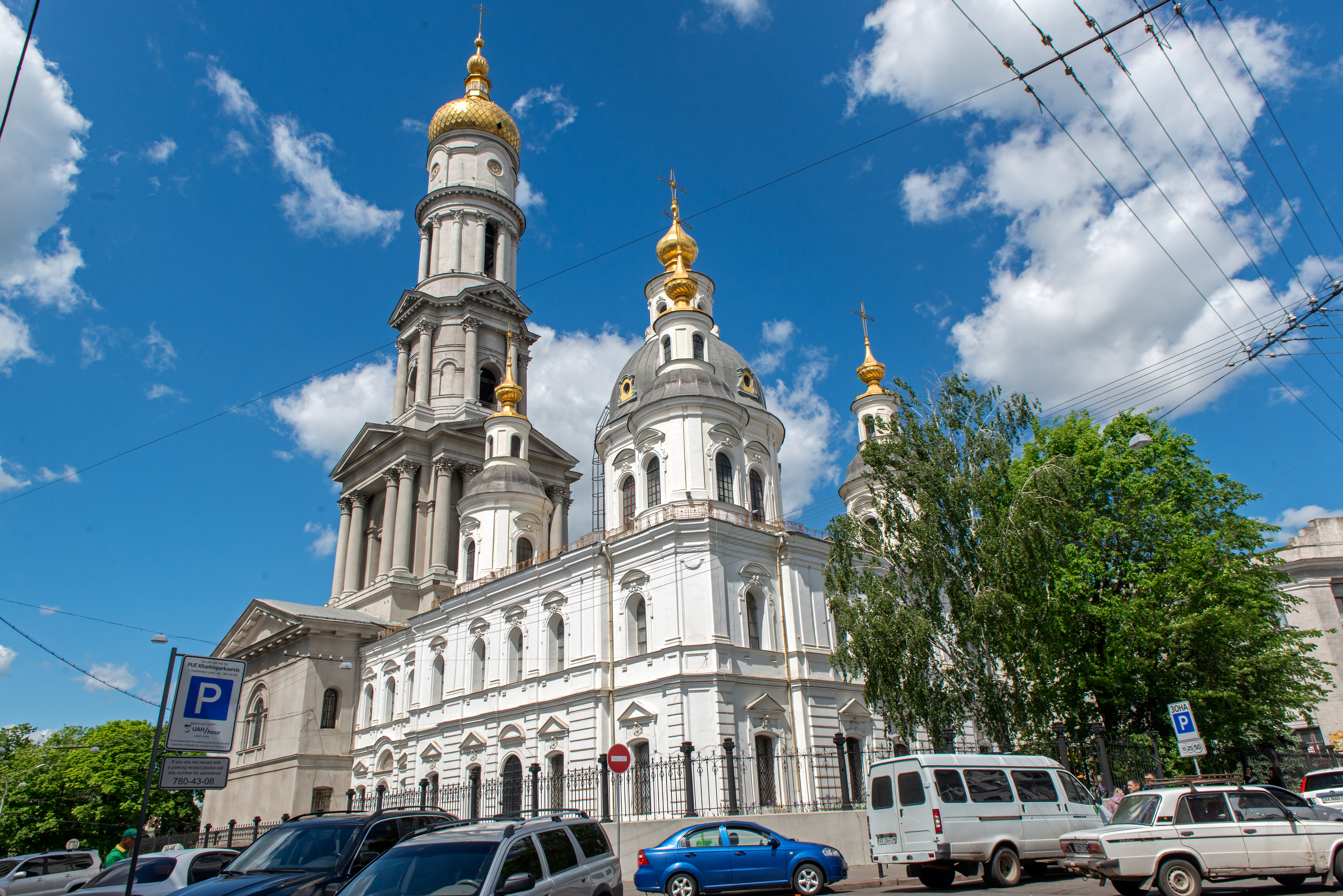
大聖堂
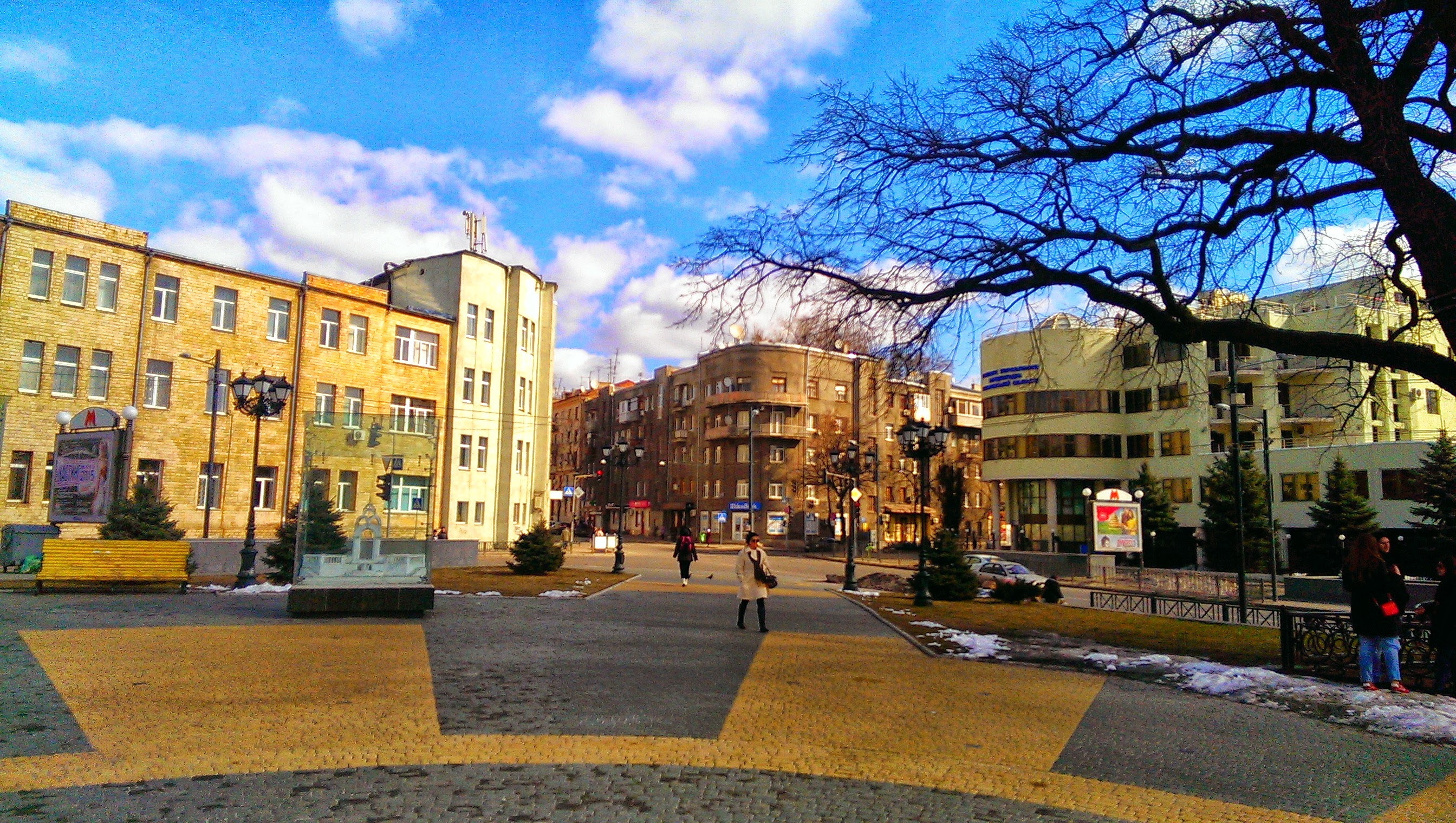
街並み
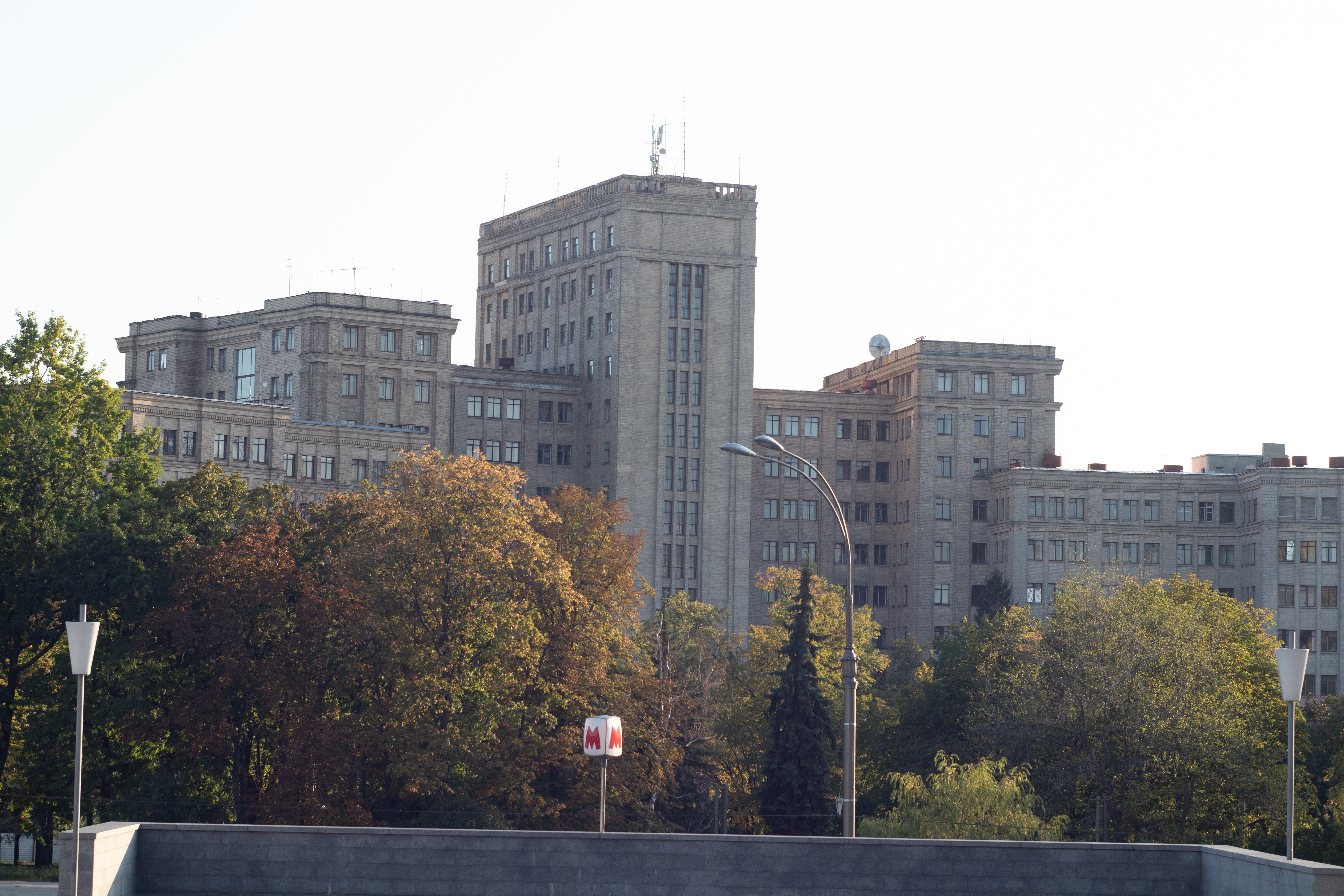
ハルキウ大学
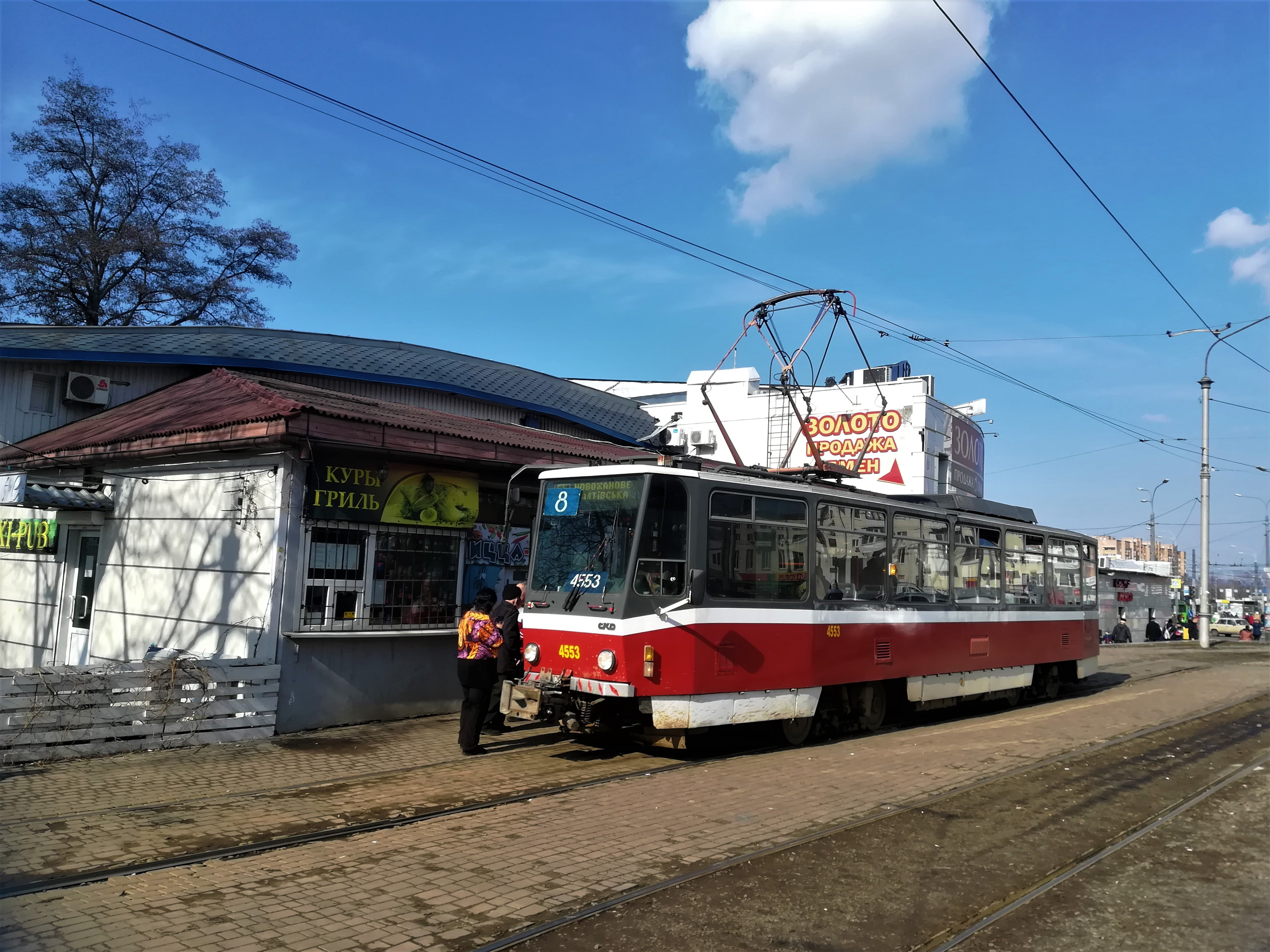
トラム
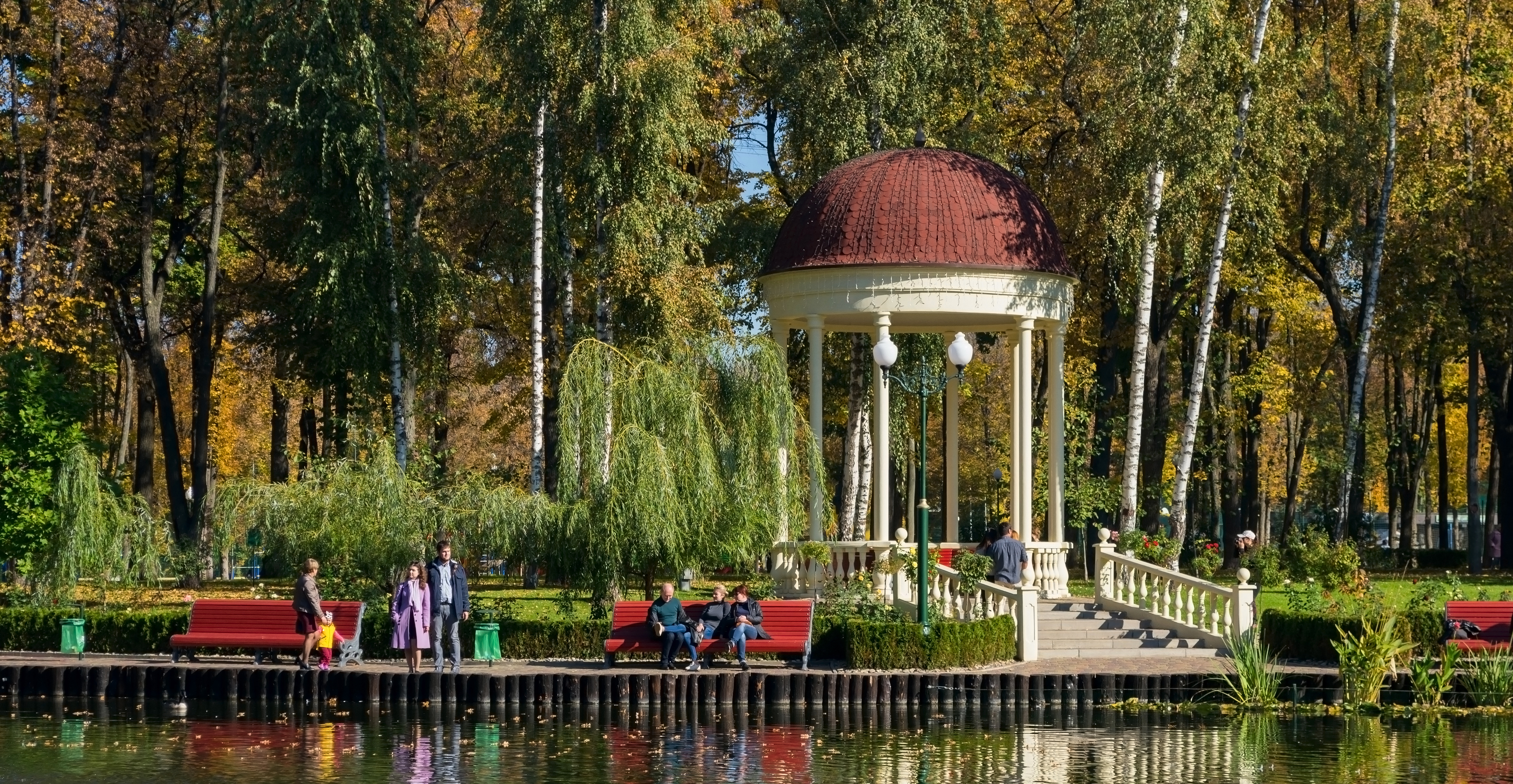
ゴーリキー公園
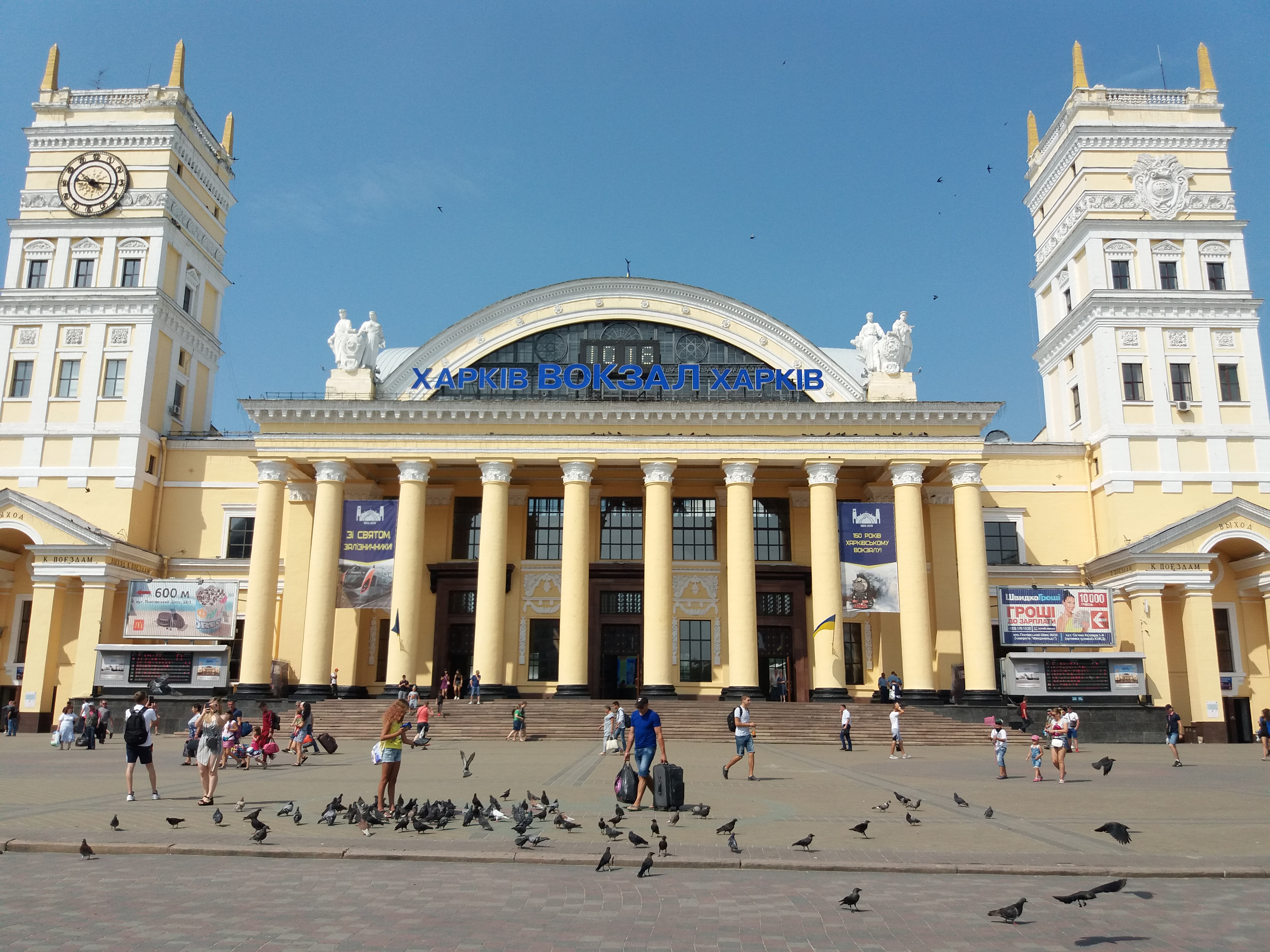
ハルキウ駅
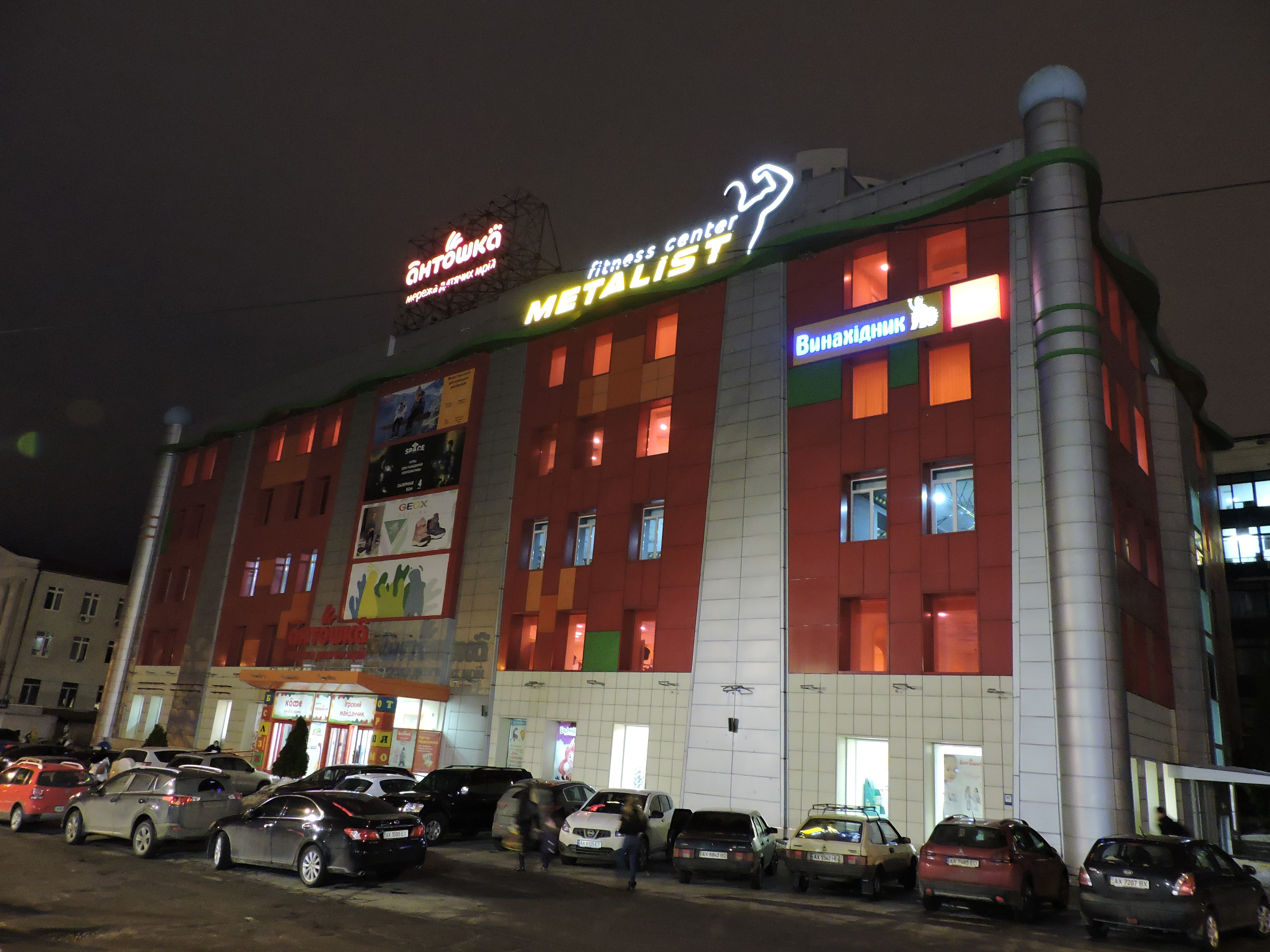
ショッピングモール
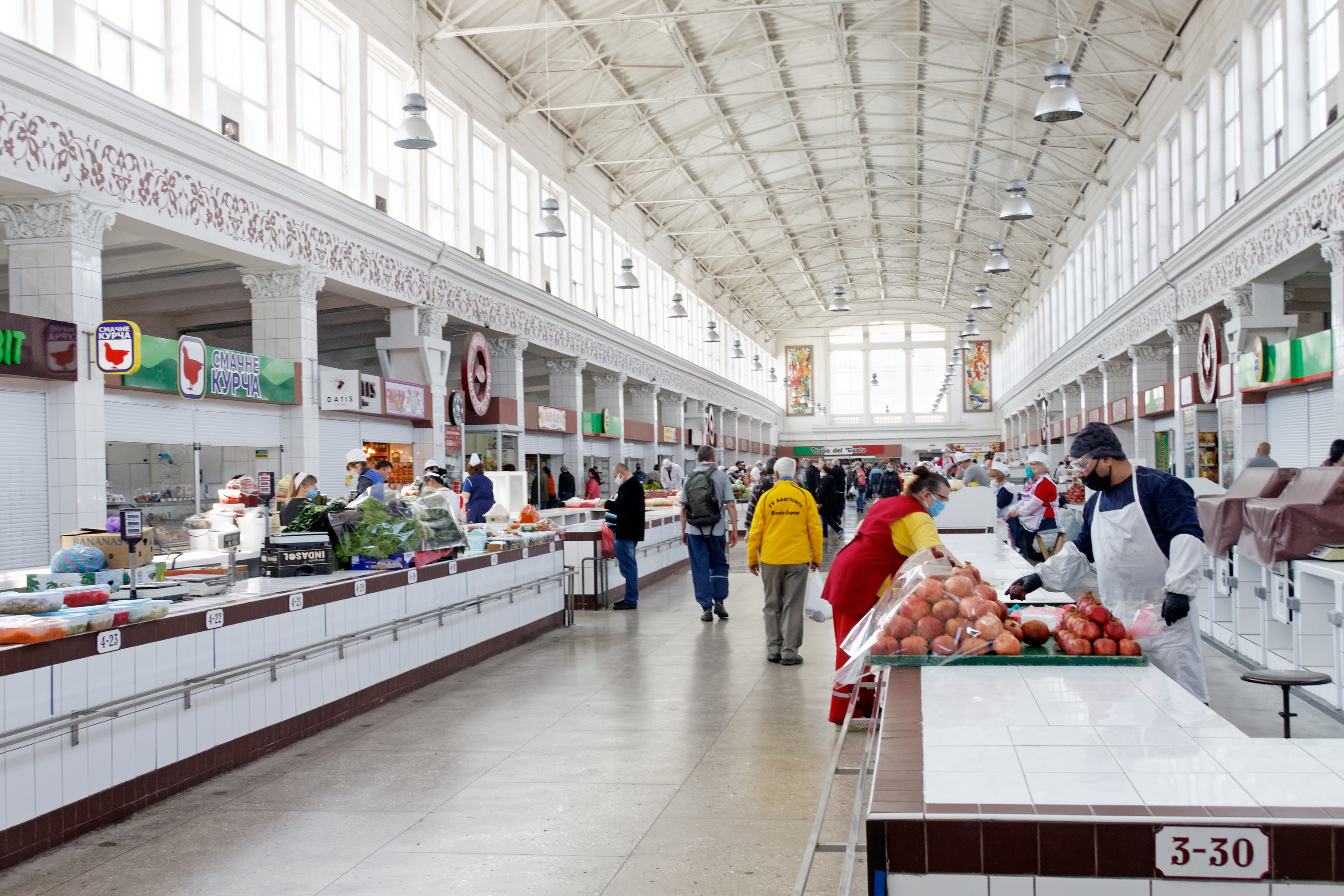
中央市場

## 行政区画
ハルキウは9つの行政区画（ラヨン、ウクライナ語: Район）で構成される。
1. ホロドノヒルスキー区（ウクライナ語版）
2. シェフチェンコ区（ウクライナ語版）
3. キーウ区（ウクライナ語版）
4. モスクワ区（ウクライナ語版）
5. ネミシュリャンスキー区（ウクライナ語版）
6. 産業区（ウクライナ語版）
7. スロボダ区（ウクライナ語版）
8. オスノヴァ区（ウクライナ語版）
9. ノウァ・バウァリヤ区（ウクライナ語版）

## 教育
- ハルキウ大学
- Kharkiv Polytechnic Institute
- Kharkiv National University of Radioelectronics
- National Aerospace University – Kharkiv Aviation Institute
- Kharkiv National University of Economics
- Kharkiv National Medical University

## スポーツ
ハルキウをホームとするサッカークラブが複数ある。
- FC Metalist 1925 Kharkiv
- FC Helios Kharkiv
- FC Arsenal Kharkiv

## 著名な出身者
- ヴィクトル・ヴォヤチッチ（ロシア語版、英語版、ベラルーシ語版） - 歌手。ハルキウ生まれだが、活躍したのは戦後のベラルーシ。ソ連時代のベラルーシ（白ロシア）共和国人民芸術家。1973年、第2回東京音楽祭出演のため来日の際は「ビクトール・ヴォヤチッチ」と紹介されたが、姓の原発音は「ヴヤチッチ」に近い。
- アドルフ・ムーロン・カッサンドル - 1920年代から1930年代にかけて、キュビズムの影響下で多くの作品を生み出したグラフィックデザイナー。
- サイモン・クズネッツ - 1971年にノーベル経済学賞を受賞した経済学者。
- ジャン・ゴットマン - フランスで活躍した地理学者。
- フェリックス・ソボレフ - 1960年代 - 1970年代に活動したドキュメンタリー映像作家、映画監督。
- ユーラ・ゾイファー - 1930年代にオーストリアで活躍した政治的作家。
- ウラジーミル・ドリンフェルト - 1990年にフィールズ賞を受賞した数学者。
- イゴール・ボブチャンチン - PRIDEリングで活躍する総合格闘家。
- ウラジーミル・ボレヴァノフ - 地質学者、企業家、政治家。
- ウラジーミル・タトリン - 美術家、建築家[14]。
- ヴァレリー・リマレンコ - 現ロシア連邦サハリン州知事。
- ボーダン・ボンダレンコ - 陸上競技選手、男子走高跳2013年モスクワ世界選手権金メダリスト。
- アンドリー・ナザレンコ - 在日ウクライナ人の会社員。『自由を守る戦い』などの著書で知られる。
- マリーナ・ヴィシネヴェツカヤ - 著作家、詩人、脚本家。
- セミョン・クリモフスキー - コサック、18世紀の軍人、詩人、科学者、民衆の英雄。

## 姉妹都市
- ボローニャ、イタリア 1966年8月5日
- シンシナティ、アメリカ合衆国 1989年9月9日
- ニュルンベルク、ドイツ 1990年4月29日
- 天津市、中国 1993年6月14日
- ヴァルナ、ブルガリア 1995年8月25日
- リール、フランス 1998年6月6日
- ポズナン、ポーランド 1998年9月24日
- モスクワ、ロシア 2001年3月22日
- カウナス、リトアニア 2001年4月23日
- 済南市、中国 2004年9月23日
- ブルノ、チェコ 2005年4月12日
- クタイシ、グルジア 2005年8月23日
- ダウガフピルス、ラトビア 2006年2月6日
- リション・レジオン、イスラエル 2008年3月13日
- ワルシャワ、ポーランド 2011年2月2日